# Aubade Beninoise
Aubade Beninoise is een compositie voor symfonieorkest van Jouni Kaipainen. Het werk vormt een supplement op The ghost of Buster, maar kan los daarvan uitgevoerd worden. Er bestaan twee versies van deze aubade voor Benin:
- Aubade Beninoise opus 86b, supplement op The ghost of Buster
- Aubade Beninoise opus 86c, Grand-Popo-versie uitgevoerd in Benin

Kaipainen deed voor dit werk zijn inspiratie op tijdens een bezoek aan het Afrikaanse land in 2000. Het werk laat een impressie zien van een kalme Atlantische Oceaan, die (op goede dagen) tegen de Beninse kust kabbelt. 
Kaipainen hield de orkestratie klein:
- 2 dwarsfluiten, 2 hobo’s, 2 klarinetten, 2 fagotten
- 2 hoorns, 2 trompetten, 2 trombones, 1 tuba
- pauken, 2 man/vrouw (Afrikaanse) percussie, celesta
- violen, altviolen, celli, contrabassen

De première van het werk was weggelegd voor het Avanti kamerorkest onder leiding van Hannu Lintu op 25 juni 2009. Voorts werd het in 2010 uitgevoerd in het Fins-Beninse cultuurhuis Villa Karo, alwaar het Radiosymfonieorkest van Finland met dirigent Sakari Oramo een bezoek bracht. Zij speelden aldaar de Aubade Beninoise in de Grand-Popo-versie. 